# Шмуель Мєстєчкін
Шмуель Мєстечкін (12 травня 1908, Васильків, Київська обл. — 2 червня 2004, Тель-Авів) — ізраїльський архітектор, випускник відомого закладу Баугауз,  проектував будівлі в Тель-Авіві, вплинув на кібуцну архітектуру. Засновник молодіжного руху Га-Ноар Га-Овед. З 1941 до 1943 року був директором відділку в штабі Пальмах.

## Життєпис
У 1915 (за іншими джерелами у 1923) разом з батьками і старшим братом перебрався до Палестини. Сім'я оселилася в Тель-Авіві.
Деякий час Шмуель Мєстєчкін навчався в єшиві Шаарей Тора в селищі Неве-Шалом.
В межах діяльності «Га-Ноар Га-Овед» організовував майстер-класи для професійної підготовки робочої молоді. Поступово ці майстер-класи оформилися у школу, яка отримала назву «Майстерня Макса Пейна» на честь секретаря «Союзу єврейських профсоюзів» в США Макса Пейна. Вона стала першою школою професійного спрямування в Тель-Авіві. Згодом ця школа перетворилася на освітницьку мережу «АМАЛЬ».
У 1931 році Шмуель Мєстєчкін переїхав до Німеччини вивчати архітектуру у Вищій школі будівництва Баугауз. Навчався разом з видатними архітекторами Шломо Бернштейном та Муніо Вайнтрау.

## Основні проекти
У 1937 році Шмуель Мєстєчкін відкрив власне підприємство та створив будівлі в кібуцах Наан, Рамат Га-Ковеш та Ашдод Яков.
Працюючи з 1941 до 1943 в штабі Пальмаха, він брав участь у плануванні різноманітних захисних споруд.
В 1943 році зайняв посаду головного архітектора у відділку планування та розвитку кібуцного руху Харци, де пропрацював до 1973 року. Проектував будівлі всіх видів — їдальні, будинки культури, навчальні заклади, дитячі будинки, житлові будинки, спортивні зали і різні господарські будівлі. Загалом його будівлі є в кібуцах Ейн Хаміфрац, Мізрах, Мерхавія, Далія, Яд-Мордехай, Хацор і багатьох інших.
Значним проектом Шмуеля Мєстєчкіна було будівництво кибуца Мізра. Він спорудив триповерхову будівлю для курчат, яка була близько 60 метрів в довжину, в той час як кібуцникі жили в кімнатах розміром не більше 20 метрів. Курник став відомий під назвою «Об'єднаний курник» або «Баугаузні курчата».
Ще одна видатна робота Шмуеля Мєстєчкіна — оригінальна бібліотека в стилі баугауз в кібуці Гіват Га-віва.
У 1950—1972 роках Шмуель Мєстечкін брав участь в проектуванні і будівництві амфітеатру, спортивного стадіону та басейну в кампусі Гіват Рам Єврейського університету в Єрусалимі, а також молодіжного гуртожитку і музею Підприємств Мертвого моря в поселенні Неві Зоар.
Разом зі своїм сином, архітектором Йосі Мєстєчкіним, спроектував гостьовий будинок Бен-Гуріона в Коледжі Сде Бокер і в культурному центрі кібуца Ейн-Геді.
Шмуель Мєстєчкін проектував будівлі відповідно до своїх власних поглядів щодо призначення архітектури. На його думку, будівлі мали бути перш за все практичними і зручними для людей. Він ніколи не прагнув до того, щоб його будівлі ставали пам'ятками архітектури. Його відома цитата: «Будинок, що втратив свою функціональність, має зникнути».